# Phyllodonta songara
Phyllodonta songara är en fjärilsart som beskrevs av Paul Dognin 1901. Phyllodonta songara ingår i släktet Phyllodonta och familjen mätare. Inga underarter finns listade i Catalogue of Life.